# Vasikkasaari (ö i Finland, Lappland, Östra Lappland, lat 66,45, long 28,16)
Vasikkasaari är en ö i Finland. Den ligger i sjön Isojärvi och i kommunen Salla i den ekonomiska regionen  Östra Lapplands ekonomiska region  och landskapet Lappland, i den norra delen av landet, 700 km norr om huvudstaden Helsingfors. Öns area är 0,2 hektar och dess största längd är 70 meter i öst-västlig riktning.